# Trichuris vulpis
Trichuris vulpis ist ein bei Hunden (Canidae) parasitierender, weltweit vorkommender Peitschenwurm. Der Peitschenwurmbefall führt beim Wirt nur zu leichtem bis mittelgradigen Durchfall.

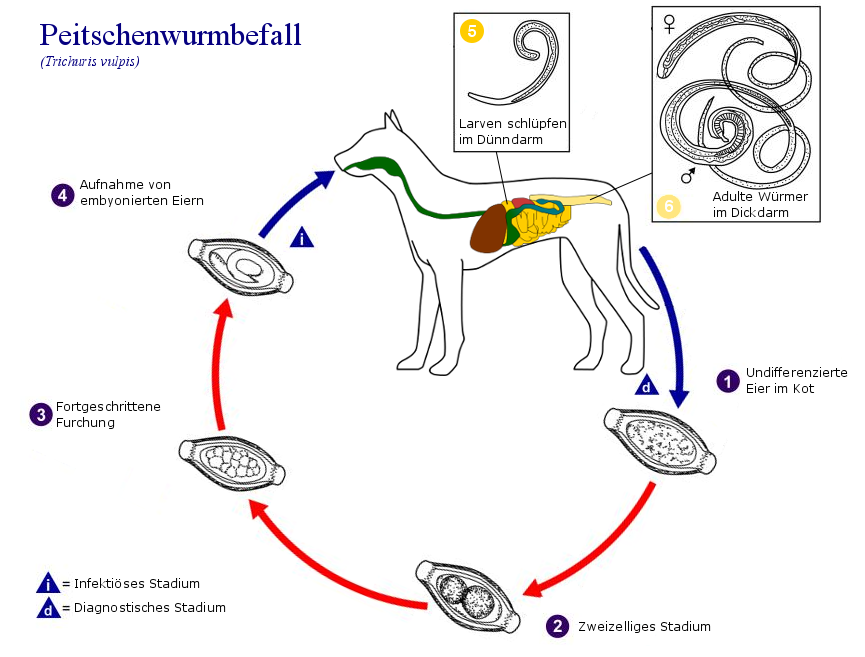
Lebenszyklus von T. vulpis

Wie alle Peitschenwürmer hat T. vulpis ein langes dünnes Vorder- und ein verdicktes Hinterende. Männliche Würmer sind 4,8–5,6 cm lang und haben ein etwa 1 cm langes Spiculum. Weibchen sind 6,5–7 cm lang und die Vulvaregion ist mit Dornen besetzt.
Die Eier sind zitronenförmig, 80×40 µm groß, bräunlich, dickschalig und haben an den Polen Verdickungen („Polpfröpfe“). Sie sind bei der Eiablage ungefurcht. Die Infektion erfolgt durch Aufnahme der in der Außenwelt embryonierenden (die Larve I enthaltenden) Eier. Sie schlüpfen im Duodenum und Jejunum und dringen in deren Schleimhaut ein. Nach etwa 10 Tagen besiedeln sie den Blind- und Grimmdarm. Die Präpatenz ist mit 9–10 Wochen relativ lang.